# Chorisoneura perlucida
Chorisoneura perlucida är en kackerlacksart som först beskrevs av Walker, F. 1868.  Chorisoneura perlucida ingår i släktet Chorisoneura och familjen småkackerlackor. Inga underarter finns listade i Catalogue of Life.